# Grazia Migneco
Grazia Migneco (Milano, 12 marzo 1929 – Milano, 23 febbraio 2023) è stata un'attrice e doppiatrice italiana.

## Biografia
Figlia del pittore Giuseppe Migneco, studia recitazione presso il Piccolo Teatro di Milano, dove ha le prime scritture con Giorgio Strehler tra il 1948 e 1950. Contemporaneamente è con la compagnia di prosa di Radio Milano diretta da Enzo Ferrieri tra il 1949 ed il 1950. Prosegue con la compagnia del Teatro Ruzante di Padova diretta da Gianfranco De Bosio (stagione 1953-1954), con il Teatro Stabile di Trieste (stagione 1954-1955), con il Teatro Sant'Erasmo diretto da Carlo Lari (1955-1957), con il Piccolo Teatro della Svizzera Italiana.
Dopo circa venti anni di lontananza dalle scene nel 1978 è tornata a recitare al Salone Pier Lombardo di Milano diretto da Franco Parenti e Andrée Ruth Shammah. 
Molti la ricordano nei telefilm Arriva Cristina; Cristina; Cri Cri; Cristina, l'Europa siamo noi, tutti con protagonista Cristina D'Avena, realizzati tra la fine degli anni ottanta e i primi anni novanta dove interpreta il ruolo della tata. Nello stesso periodo è impegnata con il marito Gianni Mantesi in nuovi allestimenti presso lo Spazio Più di Milano e dal 1995 presso lo Spazio Zazie di Milano, una cave diretta da Fabio Mazzari. Nel 2018, e più volte replicato, è in scena con Nicoletta Ramorino in Frigor Mortis, commedia noir in stile Arsenico e vecchi merletti.
Grazia Migneco ha partecipato a varie pubblicità (Salvalavita Beghelli, Renault Scenic, biscotti Doria), la più famosa delle quali per le Sottilette Kraft («Facciamolo più spesso», il tormentone). Nel 2017 ha ricevuto il premio Spot pubblicitari al Festival internazionale del doppiaggio Voci nell'Ombra.
È morta a Milano il 23 febbraio 2023 all'età di 93 anni.

## Vita privata
Grazia Migneco era sposata con l'attore e regista Gianni Mantesi. Dalla loro unione è nato lo scrittore e drammaturgo Luca Marchesini (1953).

## Filmografia

### Cinema
- Un eroe borghese, regia di Michele Placido (1995)
- Gli sdraiati, regia di Francesca Archibugi (2017)
- L'amica del cuore, regia di Sara Donatella Cardillo – cortometraggio (2019)

### Televisione
- Gli innamorati, regia di Mario Ferrero, 25 giugno 1954.
- La casa in ordine, regia di Giacomo Vaccari, 10 aprile 1959.
- Arriva Cristina – serie TV (1988)
- Cristina – serie TV (1989)
- Cri Cri – serie TV (1990-1991)
- Cristina, l'Europa siamo noi – serie TV, episodio 1x10 (1991)
- Vivere – soap opera (2002)
- Don Luca – sitcom (2002)
- Camera Café – sitcom, episodi 4x155-5x133 (2007-2012)
- The Band – sitcom, 1 episodio (2008)
- The Comedians – serie TV, episodio 1x05-06 (2017)

## Teatro
- Riccardo II di William Shakespeare, regia di Giorgio Strehler, Piccolo Teatro di Milano, 23 aprile 1948.
- Il mio cuore è sugli altipiani di William Saroyan, regia di Enzo Ferrieri, Teatro delle Arti di Milano, 26 settembre 1948.
- Il malato immaginario di Molière, regia di Enzo Ferrieri, Auditorium della Fiera di Milano, 13 aprile 1949.
- Riccardo III di William Shakespeare, regia di Giorgio Strehler, Piccolo Teatro di Milano, 15 febbraio 1950.
- Alcesti di Samuele di Alberto Savinio, regia di Giorgio Strehler, Piccolo Teatro di Milano, 1º giugno 1950.
- L'amante militare di Carlo Goldoni, regia di Gianfranco De Bosio, Piccolo Teatro di Milano, 27 ottobre 1951.
- I mimi angelici di Carlo Cormagi, regia di Gianfranco De Bosio, Teatro Ruzante di Padova, 21 novembre 1952.
- La famiglia dell'antiquario di Carlo Goldoni, regia di Gianfranco De Bosio, Teatro Ruzante di Padova, 20 dicembre 1952.
- L'albergo dei poveri di Maksim Gor'kij, regia di Gianfranco De Bosio, Teatro Ruzante di Padova, 23 gennaio 1953.
- Moulin Rouge di Pierre La Mure, regia di Gianfranco De Bosio, Teatro La Fenice di Venezia, 12 settembre 1953.
- La donna di garbo di Carlo Goldoni, regia di Carlo Lodovici, Teatro Nuovo di Trieste, 22 dicembre 1954.
- Attimo fermati, sei bello! di John Patrick, regia di Gianfranco De Bosio, Teatro Nuovo di Trieste, 18 marzo 1955.
- La reggia d'Argo di Alessandro Predaval, regia di Gianni Mantesi, Teatro Stabile di Trieste (stagione 1954-1955)
- Desto sotto la sua coltre di Mario Capogrossi, regia di Spiro Dalla Porta Xidias, Teatro Stabile di Trieste (stagione 1954-1955)
- Frou-Frou di Henri Meilhac e Ludovic Halévy, regia di Carlo Lari, Teatro Sant'Erasmo di Milano, 21 ottobre 1955.
- Isa, dove vai? di Cesare Vico Lodovici, regia di Carlo Lari, Teatro Sant'Erasmo di Milano, 23 marzo 1956.
- Il nostro prossimo di Alfredo Testoni, regia di Carlo Lari, Teatro Sant'Erasmo di Milano, 24 maggio 1956.
- La figlia di Carlo Maria Pensa, regia di Carlo Lari, Teatro Sant'Erasmo di Milano, 18 gennaio 1957.
- Come prima, meglio di prima di Luigi Pirandello, regia di Carlo Lari, Teatro Sant'Erasmo di Milano, 30 marzo 1957.
- L'orsa e i gemelli di Ferdinando Vitali, regia di Carlo Lari, Teatro Sant'Erasmo di Milano, 15 maggio 1957.
- La ragione degli altri di Luigi Pirandello, regia di Franco Passatore, Teatro Sociale di Bellinzona, 13 dicembre 1957.
- Mistero della Natività, Passione e Resurrezione di Nostro Signore Gesù Cristo di Silvio D'Amico, regia di Antonio Pierfederici, Teatro del Convegno di Milano, 8 luglio 1959.
- Ivanov di Anton Čechov, regia di Franco Parenti e Andrée Ruth Shammah, Salone Pier Lombardo di Milano, 25 ottobre 1978.
- La palla al piede di Georges Feydeau, regia di Franco Parenti e Andrée Ruth Shammah, Salone Pier Lombardo di Milano, 29 dicembre 1978.
- Il maggiore Barbara di George Bernard Shaw, regia di Andrée Ruth Shammah, Salone Pier Lombardo di Milano, 16 gennaio 1980.
- L'imperatore d'America di George Bernard Shaw, regia di Andrée Ruth Shammah, Salone Pier Lombardo di Milano, 30 aprile 1981.
- Gran can can di orfani, gendarmi, evasi, bari, baroni, banchieri e donne dolenti di Ettore Capriolo e Franco Parenti, regia di Franco Parenti, Salone Pier Lombardo di Milano, 12 novembre 1981.
- L'ombelico di Jean Anouilh, regia di Andrée Ruth Shammah, Salone Pier Lombardo di Milano, 8 maggio 1982.
- Tartufo di Molière, regia di Peter Lotschak, Teatro Verdi di Padova, 14 dicembre 1982.
- Il bosco di notte di Gaetano Sansone, regia di Andrée Ruth Shammah, Salone Pier Lombardo di Milano, 20 aprile 1983.
- La guerra di Troia non si farà di Jean Giraudoux, regia di Gianni Mantesi, Chiostri dell'Umanitaria di Milano, 16 luglio 1985.
- General Pront Soccors di Giorgio Melazzi, Salone Pier Lombardo di Milano, 31 dicembre 1985.
- L'albergo del libero scambio di Georges Feydeau, regia di Andrée Ruth Shammah, Salone Pier Lombardo di Milano, 20 ottobre 1986.
- Ti vedo stanca di Luigi Spagnol, regia di Fabio Sartor, Teatro di Porta Romana (Milano), 26 giugno 1987.
- Avevo più stima dell'idrogeno di Carlo Terron, regia di Gianni Mantesi, Salone Pier Lombardo di Milano, 22 febbraio 1989.
- Gilberte o della diseducazione sentimentale, tratto da Gigi di Colette, regia di Gianni Mantesi, Spazio Più di Milano, 26 ottobre 1990.
- Colombe di Jean Anouilh, regia di Gianni Mantesi, Spazio Più di Milano (febbraio 1992)
- Una coppia di single di Carlo Terron, regia di Gianni Mantesi, Spazio Più di Milano, 20 novembre 1992.
- Noblesse oblige di Luigi Santucci, regia di Andrée Ruth Shammah, Teatro Franco Parenti di Milano, 23 febbraio 1993.
- Lui, lei e... io n'esco, da Eugène Ionesco, regia di Gianni Mantesi, Spazio Sipario di Milano (gennaio 1996)
- Quando si era bambini, qualche volta di Luca Marchesini, regia di Gianni Mantesi, Teatro Out Off di Milano, 1º ottobre 1996.
- Il silenzio delle parole di Luca Marchesini, regia di Lamberto Puggelli, Spazio Zazie di Milano, 5 marzo 1999.
- Zio Vanja di Anton Čechov, regia di Fabio Mazzari, Spazio Zazie di Milano, 21 novembre 2000.
- Il sano immaginario, da Jules Romains, regia di Gianni Mantesi, Teatro della Memoria di Milano, 15 febbraio 2005.
- Lo strano sogno di Solly Solisar di Luca Marchesini, regia di Marco Rampoldi, Spazio Zazie di Milano, 6 maggio 2005.
- Caro bugiardo di Jerome Kilty, regia di Gianni Mantesi, Teatro della Memoria di Milano, 11 ottobre 2005.
- Romeo e Giulietta di William Shakespeare, regia di Gianlorenzo Brambilla, Teatro Licinium di Erba, 1º luglio 2006.
- Il re muore e Le sedie di Eugène Ionesco, regia di Marco Rampoldi, Teatro Delfino di Milano, 17 novembre 2016.
- Frigor Mortis – Ovvero strano caso in casa Brocchi di Paola Ornati, regia di Marco Rampoldi, Teatro Delfino di Milano, 1º marzo 2018.
- L'ora sospesa di Luca Marchesini, regia di Riccardo Mallus, Teatro Franco Parenti di Milano, 2 giugno 2018.

## Radio
- La zia d'Honfleur di Paul Gavault, regia di Enzo Convalli, 13 novembre 1948.
- Marionette, che passione! di Rosso di San Secondo, regia di Enzo Ferrieri, 25 novembre 1948.
- La zapatera prodigiosa di Federico García Lorca, regia di Enzo Ferrieri, 30 dicembre 1948.
- La prima giornata di primavera di Dodie Smith, regia di Enzo Ferrieri, 7 marzo 1949.
- Interno di Maurice Maeterlinck, regia di Enzo Ferrieri, 9 giugno 1949.
- Il velocifero di Luigi Santucci, regia di Ernesto Cortese, 18 puntate, dal 17 dicembre 1979 al 5 gennaio 1980.
- Nasce una stella. Storia di Daniela di Franco Fanuele e Gabriele Varano, regia di Alberto Buscaglia (Rai Radio Uno, 1987-1988)

## Doppiaggio

### Film
- Megumi Odaka in Godzilla contro King Ghidorah, Godzilla contro Biollante
- Estelle Harris in La famiglia Addams si riunisce
- María Teresa Ortega in Rec
- Fernanda Montenegro in La vita invisibile di Eurídice Gusmão
- Claire Johnston-Cauldwell in L'hotel degli amori smarriti
- Marija Kovacevic in Promettilo!
- Daphne Oxenford in Prince William
- Naoko Kyooda in Lamù - Only You

### Serie televisive
- Elizabeth Spriggs in L'ispettore Barnaby
- Zara Cully in I Jefferson
- Janis Paige in Lewis & Clark
- Jane Lee in Squadra Med - Il coraggio delle donne
- Nedra Volz in Lo zio d'America
- Ruth Gordon in Bravo Dick

### Soap opera e telenovelas
- Carrie Nye, Elizabeth Lawrence, Beulah Garrick, Mary Stuart, Lori March e Irma St.Paule in Sentieri
- Christine Ebersole in Una vita da vivere
- Yara Cortes in Felicità
- Suzy Arruda in Mulini a vento

### Serie animate
- Baba in Dragon Ball, Dragon Ball Z
- Tata di Melody in Magica Doremì, Ma che magie Doremi
- Miss Beatrice Miller in Alvin rock 'n' roll, Alvin Superstar incontra Frankenstein
- Madre di Bob in Tazmania
- Mrs. Snow in Pollyanna
- Regina di Scacchi in Alice nel Paese delle Meraviglie
- Ilda in Le avventure della dolce Kati
- Patricia (2ª voce) in Rossana
- Zirconia in Sailor Moon
- Voce ricorrente in Siamo fatti così
- Pan anziana in Dragon Ball GT
- Suor Dolores in Cantiamo insieme
- Miss Merry Christmas, Tsuru  in One Piece
- Funamushi in Shin Hakkenden
- Agatha e vari personaggi in Pokémon
- Marta la domestica di monsieur Bonacieux in D'Artagnan e i moschettieri del re
- Mamma di Mr. Krabs e alcuni personaggi in SpongeBob
- Mamula in Biancaneve
- Carbonica in Adrian
- Maybelle in A casa dei Loud
- La Strega del Mare in Jake e i pirati dell'Isola che non c'è
- Golas in L'emblema di Roto
- Strega (Hansel e Gretel), Maga (Raperonzolo), Nonna (Cappuccetto rosso) in Le fiabe son fantasia
- Strega (Hansel e Gretel), Nonna (Cappuccetto rosso) in Le fiabe più belle

## Altre partecipazioni
Nell'album Nessuno degli Articolo 31 interpreta un breve cameo a chiusura del brano La rinascita, per introdurre il successivo brano La fidanzata.